# МКС-31
МКС-31 — тридцать первая долговременная экспедиция Международной космической станции. Работа экспедиции началась 27 апреля 2012 года, 8:18 UTC в момент отстыковки от станции космического корабля «Союз ТМА-22».
Первоначально в состав экспедиции вошли три члена экипажа космического корабля «Союз ТМА-03М», ранее работавшие в составе экспедиции МКС-30. 17 мая 2012 года, 4:36 UTC экспедиция пополнилась тремя членами экипажа космического корабля «Союз ТМА-04М». Завершилась экспедиция 1 июля 2012 года, 4:48 UTC в момент отстыковки корабля «Союз ТМА-03М».
Олег Кононенко установил новый рекорд по суммарной продолжительности работы на МКС — 387 дней 48 минут за 3 экспедиции (МКС-17, МКС-30/МКС-31), превышен рекорд Геннадия Падалки 382 дня 3 часа 43 минуты 57 секунд (за 3 экспедиции МКС-9 и МКС-19/МКС-20).
Андре Кёйперс установил новый рекорд продолжительности работы на МКС среди прочих стран — 190 дней 13 часов 28 минут 29 секунд, превышен рекорд Франка Де Винне и Роберта Тёрска на МКС-20/МКС-21 (185 дней 15 час 21 мин 35 сек).

## Экипаж
| Должность     | 27 апреля — 17 мая 2012 года | 17 мая — 1 июля 2012 года | № полёта | Корабль доставки | Продолжительность работы на МКС |
| ------------- | ---------------------------- | ------------------------- | -------- | ---------------- | ------------------------------- |
| Командир      | Олег Кононенко, РКА          | Олег Кононенко, РКА       | 2        | «Союз ТМА-03М»   | 190 сут 13 час 28 мин 29 сек    |
| Бортинженер 1 | Андре Кёйперс, ЕКА           | Андре Кёйперс, ЕКА        | 2        | «Союз ТМА-03М»   | 190 сут 13 час 28 мин 29 сек    |
| Бортинженер 2 | Доналд Петтит, НАСА          | Доналд Петтит, НАСА       | 3        | «Союз ТМА-03М»   | 190 сут 13 час 28 мин 29 сек    |
| Бортинженер 3 |                              | Джозеф Акаба, НАСА        | 2        | «Союз ТМА-04М»   |                                 |
| Бортинженер 4 |                              | Геннадий Падалка, РКА     | 4        | «Союз ТМА-04М»   |                                 |
| Бортинженер 5 |                              | Сергей Ревин, РКА         | 1        | «Союз ТМА-04М»   |                                 |

## Хронология

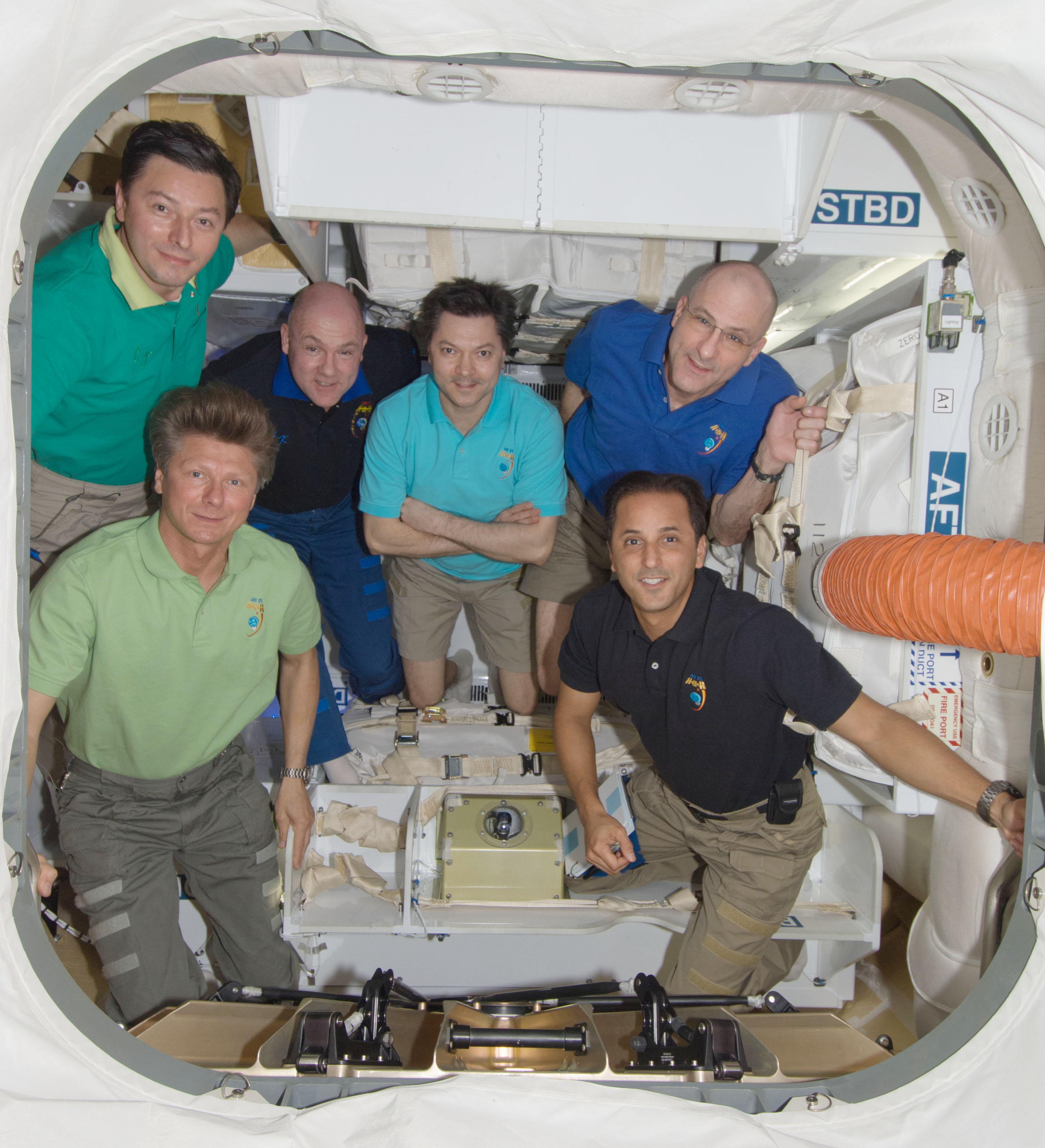
Экипаж МКС-31 внутри Dragon SpaceX

Во время работы экспедиции МКС-31 впервые производились стыковка и сближение частного космического корабля Dragon SpaceX и МКС в рамках полёта SpaceX COTS Demo Flight 2/3. Космический корабль Dragon был запущен про программе НАСА COTS после ряда задержек 22 мая 2012 года. Затем, проведя ряд испытательных орбитальных манёвров, 25 мая корабль успешно пристыковался к МКС. Dragon SpaceX доставил 544 килограммов различных грузов, включая пищу, одежду, ноутбук и 15 студенческих экспериментов.
В корабль загрузили 660 кг грузов для возвращения на Землю, в частности результатами экспериментов и ненужным оборудованием, и после этого он отстыковался от станции и совершил посадку 31 мая 2012 года.
Dragon осуществил посадку в Тихом океане и был успешно восстановлен, что подтвердило возможность SpaceX начать регулярные грузовые рейсы на МКС.
В начале июня 2012 года экипаж смог наблюдать и сфотографировать редкое явление — прохождение Венеры по диску Солнца.

## Ход экспедиции

### Принятый грузовой корабль
- SpaceX Dragon C2+, запуск 22 мая 2012 года, стыковка 25 мая 2012 года к надирному узлу модуля «Гармония» манипулятором «Канадарм2».

### Отстыкованный грузовой корабль
- SpaceX Dragon C2+, отстыковка 31 мая 2012 года от модуля «Гармония» манипулятором «Канадарм2», приводнение 31 мая 2012 года.

## Эксперименты
За время экспедиции в российском сегменте станции были выполнены эксперименты по следующим направлениям:
Медико-биологические исследования:
- Сонокард — совершенствованию системы медицинского контроля;
- Взаимодействие — изучение поведения космического экипажа в длительном космическом полёте;
- «Типология», «Пневмокард», «Спрут-2», «Биориск», «Иммуно», «Плазмида»

Геофизические исследования:
- Релаксация — исследование хемилюминесцентных химических реакций и атмосферных оптических явлений, возникающих при взаимодействии продуктов выхлопа реактивных двигателей с верхней атмосферой Земли
- Всплеск — изучение связи сейсмических процессов и явлений в околоземном пространстве
- «Тень-Маяк», «Микроспутник», «Радар-Прогресс»

Исследование природных ресурсов и экологический мониторинг:
- Сейнер — отработка методики взаимодействия экипажей РС МКС с судами Госкомрыболовства
- Экон-М — оценка экологических последствий техногенной деятельности человека на территории РФ и зарубежных государств с помощью наблюдений с МКС

Космическая биотехнология:
- «Лактолен», «Биотрек», «Биодеградация», «Каскад», «Женьшень-2», «Мембрана», «Асептик», «Бактериофаг», «Структура», «Константа», «Кальций»

Технические исследования:
- «Идентификация», «СЛС», «Среда-МКС», «Выносливость», «Бар»

Исследования космических лучей:
- «Матрешка-Р», «БТН-Нейтрон»

Образовательные и гуманитарные проекты:
- Кулоновский кристалл — изучение особенностей управления дисперсными материалами с помощью магнитного поля в условиях микрогравитации.
- «Физика-Образование», «МАИ-75», «Великое начало»

Космическая технология и материаловедение:
- Плазменный кристалл — изучение физических явлений в плазменно-пылевых кристаллах

На американском сегменте было также произведено большое количество экспериментов.